# Mark M. Dintenfass
Mark M. Dintenfass (né le 17 avril 1872 à Tarnów, en Autriche-Hongrie, aujourd'hui en Pologne et mort le 23 novembre 1933  à Cliffside Park, dans le New Jersey) est un producteur de cinéma américain.

## Biographie
Mark Dintenfass est le fondateur du studio Champion, qui fusionne en 1912 dans Universal Film Manufacturing Company.
En 1917, il s'associe avec Louis Burstein pour créer la Vim Comedy Film Company en rachetant une maison de production en faillite : la Lubin Manufacturing Company, fondée par Siegmund Lubin en 1902.

## Filmographie partielle
- 1918 : My Four Years in Germany de William Nigh